# Liste der Deutschen Meister im Weitsprung
Der Weitsprung wurde bei den Männern erstmals 1906 innerhalb der Deutschen Leichtathletik-Meisterschaften durchgeführt. 1914, 1944 und 1945 fanden kriegsbedingt keine Deutschen Meisterschaften statt. Bei den Frauen war der Weitsprung gleich bei den ersten Deutschen Leichtathletik-Meisterschaften für Frauen im Jahre 1920 im Meisterschaftsprogramm. In den Jahren 1935 und 1936 wurde der Wettbewerb bei den Frauen aus dem Programm genommen – Grund dafür war, dass der Weitsprung auch bei den Olympischen Spielen 1936 nicht ausgetragen wurde.
In dieser Disziplin gibt es seit 2014 eine Diskussion zur Teilnahme / Ergebnisanerkennung eines Sportlers mit Behinderung. Auch noch länger nach den Deutschen Meisterschaften 2014 gab und gibt es kein endgültiges Ergebnis für den behinderten Sportler Markus Rehm. Sein Titel als Deutscher Meister wurde ihm für 2014 schließlich zuerkannt. Allerdings ist die Situation gerade auch im Zusammenhang mit dem Bestreben nach Inklusion von Menschen mit Behinderungen weiterhin umstritten, weil nicht geklärt ist, inwieweit der Sportler eine so starke Unterstützung über seine Beinprothese mit Federwirkung erhält, dass er gegenüber anderen Sportlern sogar einen Vorteil hat. Markus Rehm selber führt allerdings ins Feld, dass dieser vermeintliche Vorteil durch andere Aspekte seiner Behinderung mehr als wieder eingeschränkt werde. Er darf nun weiterhin an allgemeinen Wettkämpfen teilnehmen, wird jedoch getrennt von Sportlern ohne Behinderung gewertet. Abgeschlossen ist die Diskussion hier jedoch noch nicht.

## Deutsche Meisterschaftsrekorde
| Männer | 8,49 m | Sebastian Bayer (Bremer LT)            | Ulm     | 4. Juli 2009  |
| Frauen | 7,21 m | Heike Drechsler, geb. Daute (TuS Jena) | München | 21. Juni 1992 |

## Gesamtdeutsche Meister seit 1991 (DLV)
| Jahr | Ort               | Männer    | Männer                                      | Männer    | Frauen    | Frauen                                         | Frauen    |
| Jahr | Ort               | Datum     | Athlet                                      | Weite [m] | Datum     | Athletin                                       | Weite [m] |
| ---- | ----------------- | --------- | ------------------------------------------- | --------- | --------- | ---------------------------------------------- | --------- |
| 2025 | Dresden           | 2. August | Simon Batz (MTG Mannheim)                   | 7,99      | 3. August | Malaika Mihambo (LG Kurpfalz)                  | 6,82      |
| 2024 | Braunschweig      | 29. Juni  | Simon Batz (MTG Mannheim)                   | 8,04      | 30. Juni  | Maryse Luzolo (Königsteiner LV)                | 6,48      |
| 2023 | Kassel            | 9. Juli   | Simon Batz (MTG Mannheim)                   | 7,97      | 8. Juli   | Malaika Mihambo (LG Kurpfalz)                  | 6,93      |
| 2022 | Berlin            | 26. Juni  | Fabian Heinle (VfB Stuttgart)               | 7,81      | 26. Juni  | Malaika Mihambo (LG Kurpfalz)                  | 6,85      |
| 2021 | Braunschweig      | 6. Juni   | Fabian Heinle (VfB Stuttgart)               | 7,81      | 6. Juni   | Malaika Mihambo (LG Kurpfalz)                  | 6,62      |
| 2020 | Braunschweig      | 9. August | Maximilian Entholzner (LAC Passau)          | 7,96      | 9. August | Malaika Mihambo (LG Kurpfalz)                  | 6,71      |
| 2019 | Berlin            | 3. August | Fabian Heinle (VfB Stuttgart)               | 8,05      | 4. August | Malaika Mihambo (LG Kurpfalz)                  | 7,16      |
| 2018 | Nürnberg          | 21. Juli  | Fabian Heinle (VfB Stuttgart)               | 8,04      | 22. Juli  | Malaika Mihambo (LG Kurpfalz)                  | 6,72      |
| 2017 | Erfurt            | 9. Juli   | Julian Howard (LG Region Karlsruhe)         | 8,15      | 8. Juli   | Claudia Salman-Rath (Eintracht Frankfurt)      | 6,72      |
| 2016 | Kassel            | 19. Juni  | Alyn Camara (TSV Bayer 04 Leverkusen)       | 7,92      | 18. Juni  | Malaika Mihambo (LG Kurpfalz)                  | 6,72      |
| 2015 | Nürnberg          | 24. Juli  | Fabian Heinle (LAV Stadtwerke Tübingen)     | 8,03      | 24. Juli  | Lena Malkus (Preußen Münster)                  | 6,74      |
| 2014 | Ulm               | 26. Juli  | Markus Rehm (TSV Bayer 04 Leverkusen)       | 8,24      | 27. Juli  | Melanie Bauschke (LAC Olympia 88 Berlin)       | 6,66      |
| 2013 | Ulm               | 6. Juli   | Alyn Camara (TSV Bayer 04 Leverkusen)       | 8,15      | 7. Juli   | Sosthene Moguenara (TV Wattenscheid 01)        | 6,69      |
| 2012 | Boch.-Watt'scheid | 16. Juni  | Sebastian Bayer (Hamburger SV)              | 7,91      | 17. Juni  | Beatrice Marscheck (LAZ Gießen)                | 6,49      |
| 2011 | Kassel            | 23. Juli  | Sebastian Bayer (Hamburger SV)              | 8,17      | 24. Juli  | Michelle Weitzel (LG Telis Finanz Regensburg)  | 6,52      |
| 2010 | Braunschweig      | 17. Juli  | Christian Reif (ABC Ludwigshafen)           | 8,18      | 18. Juli  | Bianca Kappler (LC Rehlingen)                  | 6,59      |
| 2009 | Ulm               | 4. Juli   | Sebastian Bayer (Bremer LT)                 | 8,49      | 5. Juli   | Sophie Krauel (TuS Jena)                       | 6,70      |
| 2008 | Nürnberg          | 5. Juli   | Sebastian Bayer (TSV Bayer 04 Leverkusen)   | 8,15      | 6. Juli   | Sophie Krauel (TuS Jena)                       | 6,40      |
| 2007 | Erfurt            | 21. Juli  | Christian Reif (ABC Ludwigshafen)           | 8,08      | 22. Juli  | Bianca Kappler (LC Asics Rehlingen)            | 6,67      |
| 2006 | Ulm               | 15. Juli  | Sebastian Bayer (TSV Bayer 04 Leverkusen)   | 7,95      | 15. Juli  | Julia Mächtig (SC Neubrandenburg)              | 6,32      |
| 2005 | Boch.-Watt'scheid | 2. Juli   | Nils Winter (TSV Bayer 04 Leverkusen)       | 8,03      | 3. Juli   | Bianca Kappler (LC Asics Rehlingen)            | 6,49      |
| 2004 | Braunschweig      | 10. Juli  | Schahriar Bigdeli (TSV Bayer 04 Leverkusen) | 7,78      | 11. Juli  | Urszula Gutowicz-Westhof (Berliner Sport-Club) | 6,51      |
| 2003 | Ulm               | 28. Juni  | Nils Winter (TSV Bayer 04 Leverkusen)       | 7,89      | 29. Juni  | Bianca Kappler (LC Rehlingen)                  | 6,44      |
| 2002 | Boch.-Watt'scheid | 6. Juli   | Schahriar Bigdeli (TSV Bayer 04 Leverkusen) | 7,84      | 7. Juli   | Heike Drechsler, geb. Daute (Karlsruher SC)    | 6,64      |
| 2001 | Stuttgart         | 30. Juni  | Schahriar Bigdeli (TSV Bayer 04 Leverkusen) | 8,05      | 1. Juli   | Heike Drechsler, geb. Daute (Karlsruher SC)    | 6,65      |
| 2000 | Braunschweig      | 29. Juli  | Kofi Amoah Prah (LAC Halensee Berlin)       | 8,11      | 30. Juli  | Heike Drechsler, geb. Daute (ABC Ludwigshafen) | 6,72      |
| 1999 | Erfurt            | 3. Juli   | Konstantin Krause (LG Ohra-Hörselgas)       | 8,21      | 4. Juli   | Heike Drechsler, geb. Daute (ABC Ludwigshafen) | 6,75      |
| 1998 | Berlin            | 4. Juli   | Konstantin Krause (LG Ohra-Hörselgas)       | 7,93      | 5. Juli   | Heike Drechsler, geb. Daute (Erfurter LAC)     | 6,94      |
| 1997 | Frankfurt/M.      | 29. Juni  | Thorsten Heide (TK Hannover)                | 7,98      | 29. Juni  | Susen Tiedtke (LG Hof)                         | 6,86      |
| 1996 | Köln              | 23. Juni  | Dietmar Haaf (SV Salamander Kornwestheim)   | 7,91      | 21. Juni  | Claudia Gerhardt (LAZ Rhede)                   | 6,66      |
| 1995 | Bremen            | 2. Juli   | Georg Ackermann (TV Heppenheim)             | 8,05      | 30. Juni  | Heike Drechsler, geb. Daute (LAC Chemnitz)     | 6,94      |
| 1994 | Erfurt            | 3. Juli   | Dietmar Haaf (SV Salamander Kornwestheim)   | 8,24      | 2. Juli   | Heike Drechsler, geb. Daute (TuS Jena)         | 7,13      |
| 1993 | Duisburg          | 11. Juli  | Georg Ackermann (LG Karlsruhe)              | 8,00      | 10. Juli  | Susen Tiedtke (Berliner SC)                    | 6,77      |
| 1992 | München           | 21. Juni  | Dietmar Haaf (SV Salamander Kornwestheim)   | 8,16      | 21. Juni  | Heike Drechsler, geb. Daute (TuS Jena)         | 7,21      |
| 1991 | Hannover          | 28. Juli  | Dietmar Haaf (SV Salamander Kornwestheim)   | 7,97      | 28. Juli  | Heike Drechsler, geb. Daute (TuS Jena)         | 7,07      |

## Meister in derBundesrepublik Deutschlandbzw. derTrizonevon 1948 bis 1990 (DLV)
| Jahr | Ort           | Männer     | Männer                                          | Männer    | Frauen     | Frauen                                                | Frauen     |
| Jahr | Ort           | Datum      | Athlet                                          | Weite [m] | Datum      | Athletin                                              | Weite [m]  |
| ---- | ------------- | ---------- | ----------------------------------------------- | --------- | ---------- | ----------------------------------------------------- | ---------- |
| 1990 | Düsseldorf    | 12. August | Dietmar Haaf (SV Salamander Kornwestheim)       | 7,90      | 11. August | Katrin Bartschat (Delmenhorster TV)                   | 6,45       |
| 1989 | Hamburg       | 13. August | Dietmar Haaf (SV Salamander Kornwestheim)       | 8,22      | 12. August | Annette Ganseforth (LG Ermstal Dörpen)                | 6,48       |
| 1988 | Frankfurt/M.  | 23. Juli   | Dietmar Haaf (SV Salamander Kornwestheim)       | 7,83      | 23. Juli   | Andrea Hannemann (SC Eintracht Hamm)                  | 6,55       |
| 1987 | Gelsenkirchen | 12. Juli   | Dietmar Haaf (SV Salamander Kornwestheim)       | 7,96      | 11. Juli   | Andrea Breder (SV Saar 05 Saarbrücken)                | 6,56       |
| 1986 | Berlin        | 13. Juli   | Dietmar Haaf (LG Glems)                         | 7,97      | 12. Juli   | Monika Hirsch (USC Mainz)                             | 6,66       |
| 1985 | Stuttgart     | 4. August  | Jürgen Wörner (TB Bad Cannstatt)                | 7,81      | 3. August  | Sabine Braun (LG Bayer Leverkusen)                    | 6,73       |
| 1984 | Düsseldorf    | 24. Juni   | Joachim Busse (LG Bayer Leverkusen)             | 7,92      | 23. Juni   | Anke Weigt (LG Bayer Leverkusen)                      | 6,43       |
| 1983 | Bremen        | 26. Juni   | Jürgen Hingsen (LAV Bayer Uerdingen / Dormagen) | 8,00      | 25. Juni   | Christina Sussiek (LG Bayer Leverkusen)               | 6,73       |
| 1982 | München       | 25. Juli   | Jörg Klocke (TV Wattenscheid 01)                | 8,09      | 24. Juli   | Sabine Everts (LAV Düsseldorf)                        | 6,73       |
| 1981 | Gelsenkirchen | 19. Juli   | Joachim Busse (ASV Köln)                        | 8,12      | 18. Juli   | Christina Sussiek (LG Bayer Leverkusen)               | 6,81       |
| 1980 | Hannover      | 17. August | Jens Knipphals (VfL Wolfsburg)                  | 8,01      | 16. August | Sabine Everts (LAV Düsseldorf)                        | 6,57       |
| 1979 | Stuttgart     | 12. August | Jens Knipphals (VfL Wolfsburg)                  | 7,94      | 11. August | Sabine Everts (LAV Düsseldorf)                        | 6,49       |
| 1978 | Köln          | 13. August | Jochen Verschl (VfB Stuttgart)                  | 7,82      | 12. August | Karin Hänel (ASV Köln)                                | 6,47       |
| 1977 | Hamburg       | 6. August  | Jochen Verschl (VfB Stuttgart)                  | 7,96      | 6. August  | Christa Striezel, geb. Herzog (Hamburger SV)          | 6,45       |
| 1976 | Frankfurt/M.  | 15. August | Hans-Jürgen Berger (TuS 04 Leverkusen)          | 7,93      | 14. August | Sabine Wecke (TSV Bayer 04 Leverkusen)                | 6,48       |
| 1975 | Gelsenkirchen | 29. Juni   | Joachim Busse (SC Bayer 05 Uerdingen)           | 7,68      | 28. Juni   | Christa Striezel, geb. Herzog (Hamburger SV)          | 6,40       |
| 1974 | Hannover      | 28. Juli   | Hans Baumgartner (TV Heppenheim)                | 8,00      | 27. Juli   | Edda Trocha, geb. Schmiedel (SG Düren 99)             | 6,36       |
| 1973 | Berlin        | 21. Juli   | Hans Baumgartner (TV Heppenheim)                | 7,83      | 20. Juli   | Edda Trocha, geb. Schmiedel (SG Düren 99)             | 6,44       |
| 1972 | München       | 22. Juli   | Hans Baumgartner (TV Heppenheim)                | 8,09      | 23. Juli   | Heide Rosendahl (TuS 04 Leverkusen)                   | 6,72       |
| 1971 | Stuttgart     | 10. Juli   | Hans Baumgartner (TV Heppenheim)                | 8,02      | 11. Juli   | Heide Rosendahl (TuS 04 Leverkusen)                   | 6,69       |
| 1970 | Berlin        | 8. August  | Josef Schwarz (TSV 1860 München)                | 8,02      | 9. August  | Heide Rosendahl (TuS 04 Leverkusen)                   | 6,72 (DRe) |
| 1969 | Düsseldorf    | 16. August | Reinhold Boschert (Stuttgarter Kickers)         | 7,73      | 17. August | Heide Rosendahl (TuS 04 Leverkusen)                   | 6,48       |
| 1968 | Berlin        | 17. August | Hermann Latzel (OSV Hörde)                      | 7,73      | 18. August | Heide Rosendahl (TuS 04 Leverkusen)                   | 6,62       |
| 1967 | Stuttgart     | 5. August  | Uwe Töppner (TSV Bayer 04 Leverkusen)           | 7,77      | 6. August  | Ingrid Becker (LG Geseke)                             | 6,65       |
| 1966 | Hannover      | 5. August  | Hermann Latzel (OSV Hörde)                      | 7,57      | 7. August  | Helga Hoffmann (ATSV Saarbrücken)                     | 6,34       |
| 1965 | Duisburg      | 8. August  | Jörg Jüttner (VfL Wolfsburg)                    | 7,69      | 6. August  | Ursula Wittmann (SV Asselfingen)                      | 6,36       |
| 1964 | Berlin        | 7. August  | Wolfgang Klein (Hamburger SV)                   | 7,85      | 9. August  | Helga Hoffmann (ATSV Saarbrücken)                     | 6,33       |
| 1963 | Augsburg      | 11. August | Wolfgang Klein (Hamburger SV)                   | 7,74      | 9. August  | Helga Hoffmann (ATSV Saarbrücken)                     | 6,32       |
| 1962 | Hamburg       | 29. Juli   | Manfred Steinbach (USC Mainz)                   | 7,74      | 27. Juli   | Helga Hoffmann (ATSV Saarbrücken)                     | 6,35       |
| 1961 | Düsseldorf    | 30. Juli   | Manfred Steinbach (USC Mainz)                   | 7,50      | 28. Juli   | Helga Hoffmann (ATSV Saarbrücken)                     | 6,13       |
| 1960 | Berlin        | 23. Juli   | Manfred Steinbach (VfL Wolfsburg)               | 8,14      | 22. Juli   | Zenta Kopp, geb. Gastl (TSV 1860 München)             | 6,20       |
| 1959 | Stuttgart     | 26. Juli   | Manfred Molzberger (ASV Köln)                   | 7,64      | 25. Juli   | Zenta Kopp, geb. Gastl (TSV 1860 München)             | 6,20       |
| 1958 | Hannover      | 20. Juli   | Manfred Molzberger (Olympia Oberberg)           | 7,72      | 19. Juli   | Erika Fisch (Hannover 96)                             | 6,15       |
| 1957 | Düsseldorf    | 18. August | Manfred Molzberger (Olympia Oberberg)           | 7,62      | 17. August | Helga Hoffmann (ATSV Saarbrücken)                     | 5,91       |
| 1956 | Berlin        | 18. August | Manfred Molzberger (Olympia Oberberg)           | 7,59      | 19. August | Erika Fisch (MTV Osterode)                            | 6,19       |
| 1955 | Frankfurt/M.  | 6. August  | Ronald Krüger (Club zur Vahr Bremen)            | 7,55      | 7. August  | Lena Stumpf (Germania Leer)                           | 5,82       |
| 1954 | Hamburg       | 7. August  | Heinz Oberbeck (ASV Köln)                       | 7,39      | 8. August  | Lena Stumpf (TV Leer)                                 | 5,87       |
| 1953 | Augsburg      | 25. Juli   | Herbert Göbel (SV Korbach 09)                   | 7,22      | 26. Juli   | Anneliese Seonbuchner (1. FC Nürnberg)                | 5,89       |
| 1952 | Berlin        | 28. Juni   | Heinz Klophaus (Ohligser TV)                    | 7,27      | 29. Juni   | Irmgard Schmelzer, geb. Kirchhoff (KSV Hessen Kassel) | 5,71       |
| 1951 | Düsseldorf    | 28. Juli   | Herbert Göbel (SV Korbach 09)                   | 7,19      | 29. Juli   | Lore Fauth (Stuttgarter Kickers)                      | 5,80       |
| 1950 | Stuttgart     | 6. August  | Gerhard Luther (TSV 1860 München)               | 7,25      | 5. August  | Lena Stumpf (Werder Bremen)                           | 5,86       |
| 1949 | Bremen        | 7. August  | Heinz Kreulich (TC Gelsenkirchen 1874)          | 7,58      | 6. August  | Elfriede Brunemann (TK Hannover)                      | 6,12       |
| 1948 | Nürnberg      | 15. August | Gerhard Luther (TSV 1860 München)               | 7,32      | 14. August | Gisela Jahn (SG Eichkamp Berlin)                      | 5,60       |

## Meister in derDDRbzw. derSBZvon 1948 bis 1990 (DVfL)
| Jahr | Ort            | Datum              | Männer                                       | Männer    | Frauen                                             | Frauen    |
| Jahr | Ort            | Datum              | Athlet                                       | Weite [m] | Athletin                                           | Weite [m] |
| ---- | -------------- | ------------------ | -------------------------------------------- | --------- | -------------------------------------------------- | --------- |
| 1990 |                |                    | André Müller (SC Empor Rostock)              |           | Heike Drechsler, geb. Daute (SC Motor Jena)        |           |
| 1989 | Neubrandenburg |                    | Marco Delonge (SC Dynamo Berlin)             |           | Helga Radtke (SC Empor Rostock)                    |           |
| 1988 |                |                    | Ron Beer (SC Dynamo Berlin)                  |           | Heike Drechsler, geb. Daute (SC Motor Jena)        |           |
| 1987 |                |                    | Marco Delonge (SC Dynamo Berlin)             |           | Heike Drechsler, geb. Daute (SC Motor Jena)        |           |
| 1986 |                |                    | Ron Beer (SC Dynamo Berlin)                  |           | Heike Drechsler, geb. Daute (SC Motor Jena)        |           |
| 1985 | Leipzig        | 9.–11. August      | Uwe Lange (SC Dynamo Berlin)                 | 8,02      | Heike Drechsler, geb. Daute (SC Motor Jena)        | 7,15      |
| 1984 | Erfurt         | 1.–3. Juni         | Lutz Dombrowski (SC Karl-Marx-Stadt)         | 8,28      | Heike Daute (SC Motor Jena)                        | 7,00      |
| 1983 | K.-Marx-Stadt  | 16.–18. Juni       | Frank Nowak (TSC Berlin)                     | 7,86      | Heike Daute (SC Motor Jena)                        | 7,01      |
| 1982 | Dresden        | 30. Juni – 3. Juli | Uwe Lange (SC Dynamo Berlin)                 | 7,85      | Ramona Neubert, geb. Göhler (SC Einheit Dresden)   | 6,80      |
| 1981 | Jena           | 7.–9. August       | Uwe Lange (SC Dynamo Berlin)                 | 8,02      | Heike Daute (SC Motor Jena)                        | 6,91      |
| 1980 | Cottbus        | 16.–18. Juli       | Frank Paschek (TSC Berlin)                   | 7,92      | Sigrun Siegl, geb. Thon (SC Turbine Erfurt)        | 6,73      |
| 1979 | K.-Marx-Stadt  | 9.–12. August      | Lutz Dombrowski (SC Karl-Marx-Stadt)         | 8,11      | Angela Voigt, geb. Schmalfeld (SC Magdeburg)       | 6,68      |
| 1978 |                |                    | Frank Paschek (TSC Berlin)                   |           | Angela Voigt, geb. Schmalfeld (SC Magdeburg)       |           |
| 1977 |                |                    | Erwin Plöger (SC Traktor Schwerin)           |           | Brigitte Künzel (SC Dynamo Berlin)                 |           |
| 1976 |                |                    | Frank Wartenberg (SC Chemie Halle)           |           | Angela Voigt, geb. Schmalfeld (SC Magdeburg)       |           |
| 1975 |                |                    | Peter Rieger (ASK Vorwärts Potsdam)          |           | Angela Voigt, geb. Schmalfeld (SC Magdeburg)       |           |
| 1974 |                |                    | Max Klauß (SC Einheit Dresden)               |           | Marianne Voelzke (SC Neubrandenburg)               |           |
| 1973 |                |                    | Max Klauß (SC Einheit Dresden)               |           | Angela Schmalfeld (SC Magdeburg)                   |           |
| 1972 |                |                    | Max Klauß (SC Einheit Dresden)               |           | Angelika Liebsch (SC Einheit Dresden)              |           |
| 1971 |                |                    | Max Klauß (SC Einheit Dresden)               |           | Margrit Herbst (SC Magdeburg)                      |           |
| 1970 |                |                    | Klaus Beer (SC Dynamo Berlin)                |           | Margrit Herbst (SC Magdeburg)                      |           |
| 1969 |                |                    | Klaus Beer (SC Dynamo Berlin)                |           | Kristina Hauer (SC Einheit Dresden)                |           |
| 1968 |                |                    | Klaus Beer (SC Dynamo Berlin)                |           | Bärbel Löhnert, geb. Geißler (SC Frankfurt)        |           |
| 1967 |                |                    | Klaus Beer (SC Dynamo Berlin)                |           | Bärbel Löhnert, geb. Geißler (SC Frankfurt)        |           |
| 1966 |                |                    | Udo Vogel (SC DHfK Leipzig)                  |           | Burghild Wieczorek, geb. Neumann (SC DHfK Leipzig) |           |
| 1965 |                |                    | Udo Vogel (SC DHfK Leipzig)                  |           | Inge Exner (SC Motor Jena)                         |           |
| 1964 |                |                    | Klaus Beer (SC Dynamo Berlin)                |           | Hildrun Laufer, geb. Claus (SC Dynamo Berlin)      |           |
| 1963 |                |                    | Arndt Kluge (SC DHfK Leipzig)                |           | Karin Balzer, geb. Richert (SC Frankfurt)          |           |
| 1962 |                |                    | Klaus Beer (SC Dynamo Berlin)                |           | Hildrun Claus (SC Dynamo Berlin)                   |           |
| 1961 |                |                    | Klaus Beer (SC Dynamo Berlin)                |           | Hildrun Claus (SC Dynamo Berlin)                   |           |
| 1960 |                |                    | Karl Thierfelder (SC Dynamo Berlin)          |           | Hildrun Claus (SC Dynamo Berlin)                   |           |
| 1959 |                |                    | Fritz Köppen (SC Einheit Dresden)            |           | Hildrun Claus (HSG Wissenschaft TH Dresden)        |           |
| 1958 |                |                    | Heinz Auga (SC DHfK Leipzig)                 |           | Hildrun Claus (HSG Wissenschaft TH Dresden)        |           |
| 1957 |                |                    | Heinz Auga (SC DHfK Leipzig)                 |           | Hildrun Claus (HSG Wissenschaft TH Dresden)        |           |
| 1956 | Erfurt         |                    | Klaus Hübschmann (SC Wismut Karl-Marx-Stadt) |           | Christa Stubnick, geb. Seliger (Dynamo Potsdam)    |           |
| 1955 |                |                    | Horst Ihlenfeld (Einheit NO Berlin)          |           | Waltraud Paluszkiewicz (SC Einheit Berlin)         |           |
| 1954 |                |                    | Horst Ihlenfeld (Einheit NO Berlin)          |           | Christa Stubnick, geb. Seliger (Dynamo Potsdam)    |           |
| 1953 |                |                    | Horst Ihlenfeld (Einheit NO Berlin)          |           | Annemarie Clausner (Motor Zeiss Jena)              |           |
| 1952 |                |                    | Hans Key (Einheit Mitte Halle)               |           | Erika Junghanns (Chemie Jena)                      |           |
| 1951 | Erfurt         | 13. bis 15. Juli   | Herbert Büsser (SV DVP Leipzig)              |           | Erika Junghanns (Chemie Jena)                      |           |
| 1950 |                |                    | Karl Scholz (Konsum Leipzig)                 |           | Erika Junghanns (Chemie Jena)                      |           |
| 1949 |                |                    | Dieter Richter (Halle)                       |           | Charlotte Graumnitz (BSG Einheit Ost Leipzig)      |           |
| 1948 |                |                    | Karl Scholz (Konsum Leipzig)                 |           | Erika Junghanns (Jena)                             |           |

## Deutsche Meister 1898 bis 1947 (DLV)
| Jahr | Männer                                                      | Männer                                                      | Männer                                                      | Männer                                                      | Frauen                                                                   | Frauen                                                                   | Frauen                                                                   | Frauen                                                                   |
| Jahr | Ort                                                         | Datum                                                       | Athlet                                                      | Weite [m]                                                   | Ort                                                                      | Datum                                                                    | Athletin                                                                 | Weite [m]                                                                |
| ---- | ----------------------------------------------------------- | ----------------------------------------------------------- | ----------------------------------------------------------- | ----------------------------------------------------------- | ------------------------------------------------------------------------ | ------------------------------------------------------------------------ | ------------------------------------------------------------------------ | ------------------------------------------------------------------------ |
| 1947 | Köln                                                        | 10. Aug.                                                    | Gerhard Luther (SV St. Georg Hamburg)                       | 7,09                                                        | Köln                                                                     | 9. Aug.                                                                  | Elfriede Brunemann (TK Hannover)                                         | 5,63                                                                     |
| 1946 | Frankfurt/M.                                                | 25. Aug.                                                    | Gerhard Luther (SV St. Georg Hamburg)                       | 7,03                                                        | Frankfurt/M.                                                             | 25. Aug.                                                                 | Elfriede Brunemann (TK Hannover)                                         | 5,45                                                                     |
| 1945 | kriegsbedingt keine Deutschen Leichtathletikmeisterschaften | kriegsbedingt keine Deutschen Leichtathletikmeisterschaften | kriegsbedingt keine Deutschen Leichtathletikmeisterschaften | kriegsbedingt keine Deutschen Leichtathletikmeisterschaften | kriegsbedingt keine Deutschen Leichtathletikmeisterschaften              | kriegsbedingt keine Deutschen Leichtathletikmeisterschaften              | kriegsbedingt keine Deutschen Leichtathletikmeisterschaften              | kriegsbedingt keine Deutschen Leichtathletikmeisterschaften              |
| 1944 | kriegsbedingt keine Deutschen Leichtathletikmeisterschaften | kriegsbedingt keine Deutschen Leichtathletikmeisterschaften | kriegsbedingt keine Deutschen Leichtathletikmeisterschaften | kriegsbedingt keine Deutschen Leichtathletikmeisterschaften | kriegsbedingt keine Deutschen Leichtathletikmeisterschaften              | kriegsbedingt keine Deutschen Leichtathletikmeisterschaften              | kriegsbedingt keine Deutschen Leichtathletikmeisterschaften              | kriegsbedingt keine Deutschen Leichtathletikmeisterschaften              |
| 1943 | Berlin                                                      | 5. Juli                                                     | Gerd Wagemanns (Luftwaffen SV Berlin)                       | 7,37                                                        | Berlin                                                                   | 24. Juli                                                                 | Elfriede Brunemann (TK Hannover)                                         | 5,69                                                                     |
| 1942 | Berlin                                                      | 26. Juli                                                    | Gerd Wagemanns (Luftwaffen SV Berlin)                       | 7,36                                                        | Berlin                                                                   | 25. Juli                                                                 | Christel Schulz (TV 1862 Münster)                                        | 5,89                                                                     |
| 1941 | Berlin                                                      | 20. Juli                                                    | Gerhard Luther (SC ATOS Berlin)                             | 7,20                                                        | Berlin                                                                   | 19. Juli                                                                 | Christel Schulz (TV 1862 Münster)                                        | 5,90                                                                     |
| 1940 | Berlin                                                      | 11. Aug.                                                    | Günther König (Stettiner SC)                                | 7,42                                                        | Berlin                                                                   | 10. Aug.                                                                 | Erika Junghanns (Friesen Naumburg)                                       | 5,70                                                                     |
| 1939 | Berlin                                                      | 8. Juli                                                     | Luz Long (Leipziger SC)                                     | 7,41                                                        | Berlin                                                                   | 8. Juli                                                                  | Christel Schulz (TV 1862 Münster)                                        | 5,92                                                                     |
| 1938 | Breslau                                                     | 28. Juli                                                    | Luz Long (Leipziger SC)                                     | 7,40                                                        | Breslau                                                                  | 29. Juli                                                                 | Irmgard Praetz (TV Friedrich Ludwig Jahn Salzwedel)                      | 5,68                                                                     |
| 1937 | Berlin                                                      | 24. Juli                                                    | Luz Long (Leipziger SC)                                     | 7,70                                                        | Berlin                                                                   | 25. Juli                                                                 | Käthe Krauß (Dresdner SC)                                                | 5,96 (DR)                                                                |
| 1936 | Berlin                                                      | 11. Juli                                                    | Luz Long (Leipziger SC)                                     | 7,82 (ER)                                                   | Wettbewerb für Frauen nicht im Meisterschaftsprogramm                    | Wettbewerb für Frauen nicht im Meisterschaftsprogramm                    | Wettbewerb für Frauen nicht im Meisterschaftsprogramm                    | Wettbewerb für Frauen nicht im Meisterschaftsprogramm                    |
| 1935 | Berlin                                                      | 3. Aug.                                                     | Wilhelm Leichum (MTV Wünsdorf)                              | 7,73 (DR)                                                   | Wettbewerb für Frauen nicht im Meisterschaftsprogramm                    | Wettbewerb für Frauen nicht im Meisterschaftsprogramm                    | Wettbewerb für Frauen nicht im Meisterschaftsprogramm                    | Wettbewerb für Frauen nicht im Meisterschaftsprogramm                    |
| 1934 | Nürnberg                                                    | 27. Juli                                                    | Luz Long (Leipziger SC)                                     | 7,53                                                        | Nürnberg                                                                 | 28. Juli                                                                 | Hedwig Bauschulte (VfL Osnabrück)                                        | 5,68                                                                     |
| 1933 | Köln                                                        | 12. Aug.                                                    | Luz Long (Leipziger SC)                                     | 7,65 (DR)                                                   | Weimar                                                                   | 20. Aug.                                                                 | Selma Grieme (Sportfreunde Bremen)                                       | 5,79                                                                     |
| 1932 | Hannover                                                    | 3. Juli                                                     | Erich Köchermann (SC Victoria Hamburg)                      | 7,32                                                        | Berlin                                                                   | 3. Juli                                                                  | Selma Grieme (Sportfreunde Bremen)                                       | 5,57                                                                     |
| 1931 | Berlin                                                      | 2. Aug.                                                     | Kurt Mölle (Kölner BC 01)                                   | 7,47                                                        | Magdeburg                                                                | 2. Aug.                                                                  | Felicitas Schlarp (Post-SV Köln)                                         | 5,61                                                                     |
| 1930 | Berlin                                                      | 2. Aug.                                                     | Erich Köchermann (SC Victoria Hamburg)                      | 7,41                                                        | Lennep                                                                   | 3. Aug.                                                                  | Selma Grieme (Sportfreunde Bremen)                                       | 5,74 (DR)                                                                |
| 1929 | Breslau                                                     | 22. Juli                                                    | Erich Köchermann (SC Victoria Hamburg)                      | 7,29                                                        | Frankfurt/M.                                                             | 21. Juli                                                                 | Felicitas Schlarp (Post-SV Köln)                                         | 5,65 (DR)                                                                |
| 1928 | Düsseldorf                                                  | 15. Juli                                                    | Erich Köchermann (SC Victoria Hamburg)                      | 7,45                                                        | Berlin                                                                   | 15. Juli                                                                 | Eva von Bredow (SC Brandenburg Berlin)                                   | 5,33                                                                     |
| 1927 | Berlin                                                      | 17. Juli                                                    | Rudolf Dobermann (SC Marienburg Köln)                       | 7,28                                                        | Breslau                                                                  | 7. Aug.                                                                  | Eva von Bredow (SC Brandenburg Berlin)                                   | 5,45                                                                     |
| 1926 | Leipzig                                                     | 8. Aug.                                                     | Rudolf Dobermann (SC Marienburg Köln)                       | 7,36 (DR)                                                   | Braunschweig                                                             | 22. Aug.                                                                 | Gertrud Mäckelmann (SCC Berlin)                                          | 5,18                                                                     |
| 1925 | Berlin                                                      | 8. Aug.                                                     | Rudolf Dobermann (SC Marienburg Köln)                       | 7,15                                                        | Leipzig                                                                  | 6. Sept.                                                                 | Herta Aschenbacher (SCC Berlin)                                          | 5,10                                                                     |
| 1924 | Stettin                                                     | 9. Aug.                                                     | Henry Schumacher (VfL 93 Hamburg)                           | 6,89                                                        | Stettin                                                                  | 10. Aug.                                                                 | Lilli Henoch (Berliner SC)                                               | 4,97                                                                     |
| 1923 | Frankfurt/M.                                                | 18. Aug.                                                    | Henry Schumacher (VfL 93 Hamburg)                           | 7,07                                                        | Frankfurt/M.                                                             | 19. Aug.                                                                 | Anna Pieper (Preußen Münster)                                            | 5,12                                                                     |
| 1922 | Duisburg                                                    | 19. Aug.                                                    | Arthur Holz (VfL Charlottenburg)                            | 7,10                                                        | Duisburg                                                                 | 20. Aug.                                                                 | Margarete Furchheim (TV Jahn Neukölln)                                   | 5,28                                                                     |
| 1921 | Hamburg                                                     | 20. Aug.                                                    | Ernst Söllinger (TSV 1860 München)                          | 7,14                                                        | Hamburg                                                                  | 21. Aug.                                                                 | Marie Kießling (TSV 1860 München)                                        | 5,46                                                                     |
| 1920 | Dresden                                                     | 15. Aug.                                                    | Karl Hornberger (TV Bad Kreuznach)                          | 7,03                                                        | Dresden                                                                  | 15. Aug.                                                                 | Marie Kießling (TSV 1860 München)                                        | 5,24                                                                     |
| 1919 | Nürnberg                                                    | 24. Aug.                                                    | Arthur Holz (Charlottenburger Turngilde)                    | 7,05                                                        | Deutsche Leichtathletikmeisterschaften für Frauen noch nicht ausgetragen | Deutsche Leichtathletikmeisterschaften für Frauen noch nicht ausgetragen | Deutsche Leichtathletikmeisterschaften für Frauen noch nicht ausgetragen | Deutsche Leichtathletikmeisterschaften für Frauen noch nicht ausgetragen |
| 1918 | Berlin                                                      | 25. Aug.                                                    | Willi Dünker (Düsseldorfer TV 1847)                         | 6,41                                                        | Deutsche Leichtathletikmeisterschaften für Frauen noch nicht ausgetragen | Deutsche Leichtathletikmeisterschaften für Frauen noch nicht ausgetragen | Deutsche Leichtathletikmeisterschaften für Frauen noch nicht ausgetragen | Deutsche Leichtathletikmeisterschaften für Frauen noch nicht ausgetragen |
| 1917 | Berlin                                                      | 5. Aug.                                                     | Karl Schelenz (Berliner Turnerverein 1850)                  | 6,39                                                        | Deutsche Leichtathletikmeisterschaften für Frauen noch nicht ausgetragen | Deutsche Leichtathletikmeisterschaften für Frauen noch nicht ausgetragen | Deutsche Leichtathletikmeisterschaften für Frauen noch nicht ausgetragen | Deutsche Leichtathletikmeisterschaften für Frauen noch nicht ausgetragen |
| 1916 | Leipzig                                                     | 27. Aug.                                                    | Karl Schelenz (Berliner Turnerverein 1850)                  | 6,68                                                        | Deutsche Leichtathletikmeisterschaften für Frauen noch nicht ausgetragen | Deutsche Leichtathletikmeisterschaften für Frauen noch nicht ausgetragen | Deutsche Leichtathletikmeisterschaften für Frauen noch nicht ausgetragen | Deutsche Leichtathletikmeisterschaften für Frauen noch nicht ausgetragen |
| 1915 | Berlin                                                      | 19. Sept.                                                   | Willi Dünker (Düsseldorfer TV 1847)                         | 6,93                                                        | Deutsche Leichtathletikmeisterschaften für Frauen noch nicht ausgetragen | Deutsche Leichtathletikmeisterschaften für Frauen noch nicht ausgetragen | Deutsche Leichtathletikmeisterschaften für Frauen noch nicht ausgetragen | Deutsche Leichtathletikmeisterschaften für Frauen noch nicht ausgetragen |
| 1914 | kriegsbedingt keine Deutschen Leichtathletikmeisterschaften | kriegsbedingt keine Deutschen Leichtathletikmeisterschaften | kriegsbedingt keine Deutschen Leichtathletikmeisterschaften | kriegsbedingt keine Deutschen Leichtathletikmeisterschaften | Deutsche Leichtathletikmeisterschaften für Frauen noch nicht ausgetragen | Deutsche Leichtathletikmeisterschaften für Frauen noch nicht ausgetragen | Deutsche Leichtathletikmeisterschaften für Frauen noch nicht ausgetragen | Deutsche Leichtathletikmeisterschaften für Frauen noch nicht ausgetragen |
| 1913 | Breslau                                                     | 17. Aug.                                                    | Alfred Sandvoß (SC Charlottenburg)                          | 6,78                                                        | Deutsche Leichtathletikmeisterschaften für Frauen noch nicht ausgetragen | Deutsche Leichtathletikmeisterschaften für Frauen noch nicht ausgetragen | Deutsche Leichtathletikmeisterschaften für Frauen noch nicht ausgetragen | Deutsche Leichtathletikmeisterschaften für Frauen noch nicht ausgetragen |
| 1912 | Duisburg                                                    | 18. Aug.                                                    | Robert Pasemann (Berliner SC)                               | 6,42                                                        | Deutsche Leichtathletikmeisterschaften für Frauen noch nicht ausgetragen | Deutsche Leichtathletikmeisterschaften für Frauen noch nicht ausgetragen | Deutsche Leichtathletikmeisterschaften für Frauen noch nicht ausgetragen | Deutsche Leichtathletikmeisterschaften für Frauen noch nicht ausgetragen |
| 1911 | Dresden                                                     | 20. Aug.                                                    | Robert Pasemann (TiB Berlin)                                | 6,66                                                        | Deutsche Leichtathletikmeisterschaften für Frauen noch nicht ausgetragen | Deutsche Leichtathletikmeisterschaften für Frauen noch nicht ausgetragen | Deutsche Leichtathletikmeisterschaften für Frauen noch nicht ausgetragen | Deutsche Leichtathletikmeisterschaften für Frauen noch nicht ausgetragen |
| 1910 | Frankfurt/M.                                                | 28. Aug.                                                    | Albert Weinstein (Berliner SC)                              | 6,83                                                        | Deutsche Leichtathletikmeisterschaften für Frauen noch nicht ausgetragen | Deutsche Leichtathletikmeisterschaften für Frauen noch nicht ausgetragen | Deutsche Leichtathletikmeisterschaften für Frauen noch nicht ausgetragen | Deutsche Leichtathletikmeisterschaften für Frauen noch nicht ausgetragen |
| 1909 | Frankfurt/M.                                                | 29. Aug.                                                    | Albert Weinstein (Berliner SC)                              | 6,75                                                        | Deutsche Leichtathletikmeisterschaften für Frauen noch nicht ausgetragen | Deutsche Leichtathletikmeisterschaften für Frauen noch nicht ausgetragen | Deutsche Leichtathletikmeisterschaften für Frauen noch nicht ausgetragen | Deutsche Leichtathletikmeisterschaften für Frauen noch nicht ausgetragen |
| 1908 | Berlin                                                      | 16. Aug.                                                    | Arthur Hoffmann (SC Komet Berlin)                           | 6,42                                                        | Deutsche Leichtathletikmeisterschaften für Frauen noch nicht ausgetragen | Deutsche Leichtathletikmeisterschaften für Frauen noch nicht ausgetragen | Deutsche Leichtathletikmeisterschaften für Frauen noch nicht ausgetragen | Deutsche Leichtathletikmeisterschaften für Frauen noch nicht ausgetragen |
| 1907 | Breslau                                                     | 18. Aug.                                                    | Vincenz Duncker (Dresdner SC)                               | 6,04                                                        | Deutsche Leichtathletikmeisterschaften für Frauen noch nicht ausgetragen | Deutsche Leichtathletikmeisterschaften für Frauen noch nicht ausgetragen | Deutsche Leichtathletikmeisterschaften für Frauen noch nicht ausgetragen | Deutsche Leichtathletikmeisterschaften für Frauen noch nicht ausgetragen |
| 1906 | Hannover                                                    | 2. Sept.                                                    | Paul Weinstein (Sportfreunde Halle)                         | 6,23                                                        | Deutsche Leichtathletikmeisterschaften für Frauen noch nicht ausgetragen | Deutsche Leichtathletikmeisterschaften für Frauen noch nicht ausgetragen | Deutsche Leichtathletikmeisterschaften für Frauen noch nicht ausgetragen | Deutsche Leichtathletikmeisterschaften für Frauen noch nicht ausgetragen |